# Emil Andersson (fotbollsspelare)
Emil Lars Thomas Andersson, född 17 juni 1990, är en svensk fotbollsspelare (försvarare) som spelar för Nybro IF.

## Karriär
Anderssons moderklubb är Lessebo GoIF. Han spelade mellan 2010 och 2012 för Nybro IF i Division 3. I januari 2013 värvades Andersson av Tipsligan-klubben IFK Mariehamn på ett ettårskontrakt. Han lånades under 2013 även ut till samarbetsklubben Ekenäs IF (1 match). Han debuterade och gjorde mål den 7 augusti 2013 mot Klubi 04 i Kakkonen.
I januari 2014 värvades Andersson av Östers IF, där han skrev på ett tvåårskontrakt. I juli 2015 meddelade Östers IF att de i samförstånd brutit kontraktet med Andersson. Samma månad blev det klart att Andersson trappade ner sin fotbollskarriär och att han återvände till sin moderklubb, Lessebo GoIF i Division 4. Andersson spelade åtta matcher i Division 4 2015. Han spelade 16 matcher i Division 4 2016. Andersson spelade 17 matcher och gjorde ett mål i Division 4 2017.
Inför säsongen 2018 gick Andersson till division 6-klubben Örsjö IF. Han gjorde tre mål på fem matcher i Division 6 2018. Inför säsongen 2019 gick Andersson division 3-klubben Nybro IF.